# Paa Dykkerskole
|  | Denne artikel er oprettet af botten PalnaBot ud fra en ekstern database. Den kan derfor have sproglige fejl eller mangler. Denne skabelon kan fjernes efter kontrol af indholdet. |

Paa Dykkerskole er en dokumentarfilm fra 1944 instrueret af Mogens Skot-Hansen efter manuskript af Eigil Wern.

## Handling
En interessant skildring af dykkernes uddannelse. Mange scener er optaget under vandet.